# 第六代巴克盧公爵威廉·蒙塔古·道格拉斯·史考特
威廉·蒙塔古·道格拉斯·史考特（英語：William Montagu Douglas Scott，1831年9月9日—1914年11月5日），第六代巴克盧公爵、第八代昆斯伯里公爵，英國貴族。

## 家庭
1859年，威廉與阿伯康侯爵詹姆斯·漢密爾頓的女兒路易莎結婚，兩人共有6子2女：
1. 華特（英语：Walter Henry Montagu Douglas Scott, Earl of Dalkeith）（1861年—1886年）
2. 約翰（1864年—1935年）
3. 喬治（英语：Lord George Scott）（1866年—1947年）
4. 亨利（英语：Lord Henry Scott）（1868年—1945年）
5. 赫伯特（英语：Lord Herbert Scott）（1872年—1944年）
6. 凱薩琳（1875年—1951年）
7. 康斯坦絲（1877年—1970年）
8. 法蘭西斯（1879年—1952年）